# Thomas Cavendish
Thomas Cavendish (Trimley St. Martin, 19 de setembro de 1560 – maio de 1592) foi um corsário elevado a almirante inglês. Era um explorador inglês e conhecido como O Navegador porque foi o primeiro que deliberadamente tentou imitar Sir Francis Drake e atacar as cidades e navios espanhóis no Pacífico e retornar circunavegando o globo. As expedições de Magalhães, Loaisa, Drake e Loyola precederam Cavendish na circunavegação do globo. Sua primeira viagem e circunavegação bem-sucedida o enriqueceram com ouro, seda e tesouros espanhóis capturados no Pacífico e nas Filipinas. Seu prêmio mais rico foi o veleiro capturado de 600 toneladas, o Santa Ana. Ele foi nomeado cavaleiro pela Rainha Isabel I da Inglaterra após seu retorno. Mais tarde, ele partiu para uma segunda viagem de ataque e circunavegação, segundo o livro Piratas no Atlântico Sul, ele abordou naus portuguesas no Atlântico, depois já próximo a Cabo Friu fez mais um ataque, em Ilha Grande e depois capiulou a cidade de Santos no natal, permanecendo alí por aproximadamente dois meses, na passagem por São Vicente fez grande estrago, atacando e saqueando a Vila, seguiu então para o Estreito de Magalhães, com objetivo de atacar as vilas espanholas e seguir para o oriente, mas, por ter ficado muito tempo em Santos, pegou a época de mau tempo no Estreito de Magalhães, não conseguiu atravessar o estreito, perdeu muitos homens para o frio, decidindo então retornar ao Brasil, tentou se valer de mais um ataque em São Vicente, mas os habitantes já estavam preparados, foram repelidos, seguiram então para Vila Velha no Espitiro Santo, onde sofreram mais baixas, Cavendish fora ferido nesse ataque e sepultado no mar aos 31 anos.

## Carreira
Como explorador, Cavendish participou da expedição de fundação da Virgínia em 1585, comandando um navio na frota de Sir Richard Grenville. Esteve também por varias vezes em Santa Catarina, Brasil, mais exatamente nas águas abrigadas da praia do Canto Grande e Tainha, dali e do alto do Morro do Macaco próximo à Praia da Tainha colocava piratas armados para dar o alarme caso vissem algum navio. De acordo com documentos no Museu da Navegação na Inglaterra afirmam que hoje ainda haja algum tesouro roubado por Cavendish enterrado naquela encosta, pois era naquele lugar que ele fazia a divisão do butim e escondia o resto de sua pilhagem para recuperar depois quando voltasse para a Inglaterra.
Sua primeira viagem foi para Virginia, acompanhando o navegador Sir Richard Grenville. Depois dessa viagem acompanhou Sir Francis Drake pelos mares do Sul.
Finalmente organizou uma expedição-corsária que partiu de Plymouth em 21 de julho de 1586 com três navios, O "Desire", de 120 toneladas, o "Content", de 60 toneladas e o "Hugh Gallant", de 40 toneladas. Foi nessa viagem que fez sua circunavegação, descendo o Oceano Atlântico, cruzou o Estreito de Magalhães alcançando o Oceano Pacífico, de onde passou para a China, Índia, contornou a África e retornou à Inglaterra como herói. Assim como Drake, Cavendish chegou com um único navio e uma fração da tripulação original, mas o porão repleto de bens saqueados.
Em sua segunda viagem, partiu de Plymouth em 26 de agosto de 1591. Nessa viagem conseguiu mais navios, sendo eles o "Leicester", o "Desire", o "Roebuck", o "Black Pinnace" e finalmente o "Dainty". Sua primeira vítima ocorreu na costa do Brasil, onde roubaram um navio com uma carga de açúcar. Fez prisioneiro um piloto português chamado Gaspar Jorge, que foi seu prisioneiro até o ataque de Vitória do Espírito Santo.
Mas antes disso, atacou e incendiou as residências dos moradores da Ilha Grande, também conhecida como Ilha Placencia. Atracou em Ilhabela, de onde ordenou o ataque pirata à Vila de Santos e São Vicente. Incendiou engenhos produtivos, incendiou o Outeiro de Santa Catarina, fez prisioneiros velhos, mulheres e crianças e roubou muito ouro do Brasil, então Terra de Santa Cruz. Aterrorizou por meses as vilas da costa, perdendo um precioso tempo, o que atrapalhou a travessia do estreito de Magalhães. Nesse local perdeu muitos piratas seus que morreram de fome e frio.
Retornou à Vila de Santos para mais roubos e violências, mas sofreu pesadas baixas, Cavendish então organizou o ataque a Vitória, na Capitania do Espírito Santo, onde foi repelido perdendo cerca de 80 piratas seus. Retornou à Ilha Grande para mais saques, roubos e pilhagens mas sofreu baixas pesadas e após a refrega finalmente se bandeou para o meio do atlântico com os frutos de seus roubos alcançando a Ilha de Santa Helena. Alguns autores informam que Cavendish morreu próximo ao litoral de Pernambuco, mas parte do butim roubado por ele pode estar escondido nas encostas do Morro do Macaco próximo à praia da Tainha, onde recentemente foram encontradas moedas e peças de embarcações daquela época. O rei Carlos III do Reino Unido descende do corsário Thomas Cavendish, seu 14° avô por via materna.